# Palacio de los Deportes de Torrevieja
Palacio de los Deportes de Torrevieja er en indendørs sportsarena i Torrevieja, Valencia-regionen, med plads til ca. 4.500 tilskuere til håndboldkampe. Arenaen er hjemmebane for det spanske håndboldhold CB Torrevieja.
Arenaen vil blive benyttet til VM i kvindehåndbold 2021, hvor to grupper fra den indledende runde ved mesterskabet spilles i arenaen.